# 河尻の戦い
河尻の戦い（かわじりのたたかい）は平安時代末期、文治元年11月4日- 5日（1185年11月27日 - 28日）、源義経が兄頼朝と対立し、九州へ下向するため京の都を退去し、大物浦（現兵庫県尼崎市）へ向かう道中の摂津国河尻（尼崎市内神崎川河口）で摂津源氏ら京武者達の追撃を受け、これを撃退した戦い。

## 経過
治承・寿永の乱で平氏を滅ぼした源義経は、平氏滅亡後に兄頼朝と対立し、文治元年（1185年）10月17日の頼朝配下の土佐坊昌俊による義経襲撃事件を受けて対立は決定的となった。義経は後白河法皇から、一旦は頼朝追討宣旨を受けるものの、畿内の武士の多くは頼朝方についたため挙兵に失敗した。
義経は九州へ落ち延びるため同盟者や郎党の平時実、一条能成、源有綱、堀景光、佐藤忠信、伊勢義盛、片岡弘経、弁慶法師ら200騎（または300騎）を率いて叔父源行家、豊後国の豪族・緒方惟栄らとともに都を退去する。
『玉葉』文治元年（1185年）10月30日条によると、義経・行家の西国下向が翌朝に決まったが、摂津国の武士太田頼基が城郭を構え、義経らの行く手を妨害する姿勢を示し、船の手配のために義経に派遣された郎従の紀伊権守兼資を殺害したため、義経らが北陸へ向かうという噂が流れた。『吾妻鏡』11月2日条によると、義経が乗船の手配に派遣した家人で越前国の武士斉藤友実が、途中で義経の元家人であった児玉党の武士庄高家に行き会い、ありのままを話した所、友実は高家のだまし討ちにあって殺害されたという。
11月3日早朝に都を出立した義経の一行は、4日に河尻（神崎川河口）で太田頼基の軍勢に襲撃を受け、これを打ち破った（『玉葉』11月4日条）。また『吾妻鏡』11月5日条によると、義経の一行は河尻で多田行綱、豊島冠者らが前途を遮って矢を射かけて来た所を、懸け破って撃退したが、それによって義経一行の多くは脱落し、残った手勢は幾ばくもなかったという。また『玉葉』11月8日条によると、追手には手島冠者や藤原範季の子で源範頼と親しかった範資が範頼から軍勢を借りて加わっており、あらゆる勢力が義経の追撃に加わっていた。
5日夜に大物浦から出航した義経の一行は暴風雨に遭って一艘も残らず難破し、九州行きは頓挫し一行は離散する。豊後の武士達は範資に投降、または捕縛され、義経の一行に加わっていた平時実も捕縛されており、記録にはないが義経の異父弟一条能成もここで捕らえられたと見られる。
『平家物語』「判官都落」によると、義経が都から連れてきていた女房たち十余人が住吉浦（大阪市南部、住吉区の海岸）の浜辺に置き去りにされて砂浜や松の木の下で泣き伏しているのを、哀れんだ住吉神社の神官たちが都へ送り届けたという。
義経は有綱、景光、弁慶、妾の静御前らわずかな郎党とともに吉野山へ逃げ込み、その後1年あまり京の周辺に潜伏した（構成員は『吾妻鏡』による）。

## 協力者と追撃者
義経に協力した豊後武士達の属する豊後国の知行国主は難波頼経であり、また陸奥守は難波宗長で、かつて緒方惟栄に平氏討伐を命じた院近臣・難波頼輔の子と孫にあたる。義経挙兵にあたり、後白河院を中心として奥州藤原氏、豊後緒方氏の軍事組織の形成が見られたと考えられる。
逆に義経の追撃には多くの「京武者」が加わっていた。彼らは反平氏、反義仲の立場から義経の入京時に協力した武士達であったが、義経は平信兼一族のように、頼朝の命で京武者達を処分しており、また一ノ谷の戦いで活躍した多田行綱は頼朝に領地を没収されるなど、義経は彼ら京武者の不信を買い、恩賞を与える事も出来なかった。そして立場を変転させる後白河法皇の姿勢も京武者たちを遠ざけた。義経は頼朝の畿内・西国武士たちに対する迅速な措置と、直接武力を持たず、京武者達を組織できなかった事により急速に孤立を深めていったのである。